# Mike Carlin
Michael "Mike" Carlin (6 de outubro de 1958) é um escritor e editor de revistas em quadrinhos americanas. Em 1992, após coordenar a publicação do arco de história A Morte do Superman nas quatro revistas então publicadas pela editora envolvendo o personagem, foi indicado ao Prêmio Eisner de "Melhor Editor" daquele ano. Após não ser indicado no ano seguinte, foi indicado e eleito "Melhor Editor" durante a edição de 1994 da premiação.

## Biografia
Carlin começou a trabalhar na DC Comics em 1977, como estagiário e foi, durante as décadas de 1980 e 1990, o responsável por coordenar as revistas envolvendo o personagem Superman. Foi durante a sua gestão que foi publicado o arco de história "A Morte do Superman" em que o personagem, após ser bem-sucedido em derrotar o monstro Apocalypse, faleceria. A história foi responsável por atrair para o personagem e para as revistas, tanto dos leitores quanto da imprensa em geral, uma atenção que elas não vinham recebendo há anos. A edição em que o personagem falece, Superman #75, teve uma tiragem sem precedentes de seis milhões de exemplares, e é até hoje uma das revistas mais vendidas da história.
Após a morte do personagem, a publicação de todas as revistas foi suspensa, e só retomada quatro meses depois, com a publicação de Reign of Superman, história que, ao passo que reintroduzia o personagem, representou também significativas mudanças para o elenco de apoio do personagem - o vilão Erradicador passou a agir como herói durante a saga, apoiando Superman, e os personagens Aço e Superboy fizeram suas primeiras aparições - e para o Universo DC - a fictícia cidade americana de Coast City, lar do Lanterna Verde Hal Jordan foi completamente destruída pelo vilão Superciborgue. Reign colheu consideravelmente mais elogios que a história que a precedeu e, embora sua tiragem não tenha quebrado recordes, também apresentou vendas expressivas.